# Giovanni Pacini

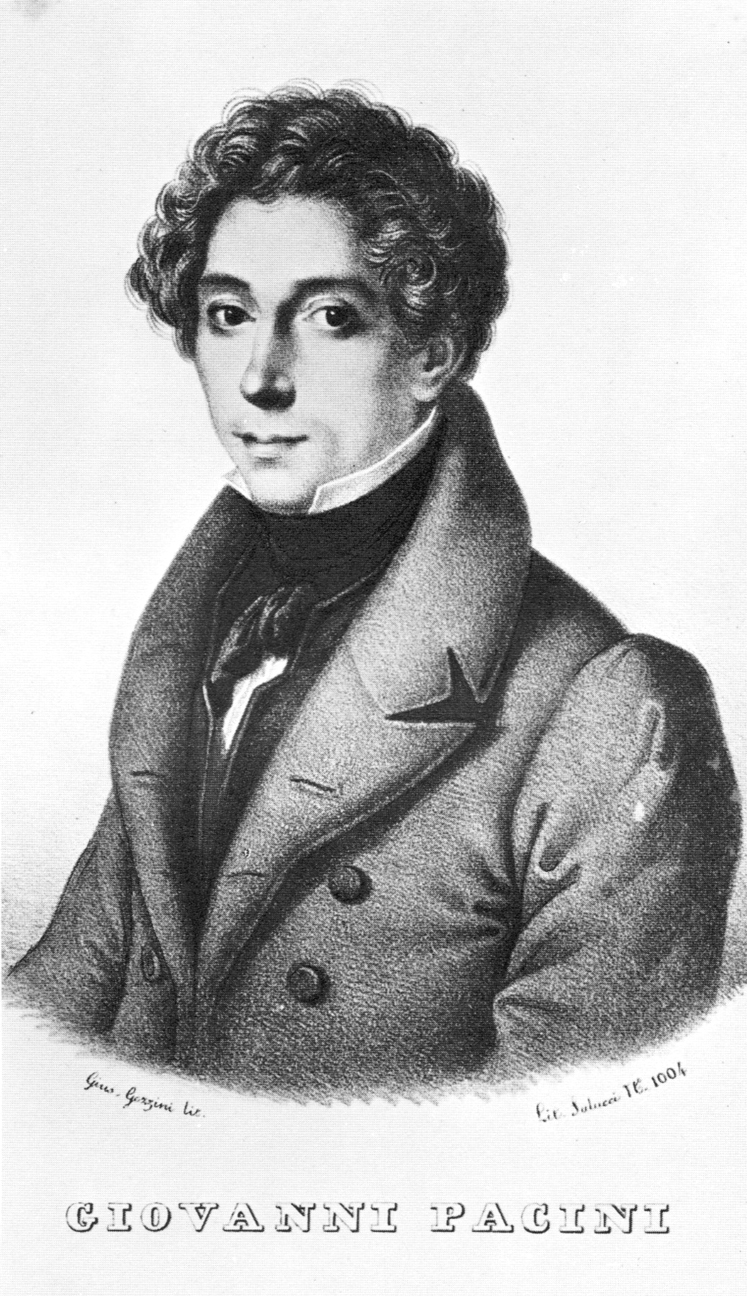
Giovanni Pacini.

Giovanni Pacini, född 17 februari 1796 i Catania, död 6 december 1867 i Pescia, var en italiensk tonsättare. Han var son till Luigi Pacini.
Pacini studerade i Bologna och Venedig samt komponerade omkring 90 operor, bland andra Carlo di Borgogna (1835), Saffo (1840), Maria, Regina d'Inghilterra (1843), Medea di Corinto (samma år) och La regina di Cipro (1846), samt oratorier, kantater och mässor med mera. Pacini var verksam även som musikskriftställare, dels genom en mängd uppsatser i musiktidskrifter, dels genom instruktiva mindre skrifter, avsedda för en av honom upprättad musikskola, samt en självbiografi (1865; avslutad av Filippo Cicconetti 1872).

## Operor och deras premiärer
- Don Pomponio (1813, ofullbordad)
- Annetta e Lucindo (17 oktober, 1813 Teatro S. Radegonda, Milano)
- La ballerina raggiratrice (1814 Teatro alla Pergola, Florens)
- L'ambizione delusa (1814 Teatro alla Pergola, Florens)
- L'escavazione del tesoro (18 december, 1814, Pisa)
- Gli sponsali de' silfi (1814–15 Teatro de' Filodrammatici, Milano)
- Bettina vedova (Il seguito di Ser Mercantonio) (1815 Teatro San Moisè, Venedig)
- La Rosina (1815 Teatro alla Pergola, Florens)
- La Chiarina (1815 Teatro San Moisè, Venedig)
- L'ingenua ( 4 maj, 1816 Teatro S. Benedetto, Venedig)
- Il matrimonio per procura (2 januari, 1817 Teatro Rè, Milano)
- Dalla beffa il disinganno, ossia La poetessa (1816–17 Teatro Rè, Milano) [reviderad med nytt libretto som Il carnevale di Milano (23 februari, 1817 Teatro Rè, Milano)]
- Piglia il mondo come viene (28 maj, 1817 Teatro Rè, Milano)
- I virtuosi di teatro (1817 Teatro Rè, Milano)
- La bottega di caffè (1817 Teatro Rè, Milano)
- Adelaide e Comingio (30 december, 1817 Teatro Rè, Milano) även känd som Isabella e Florange, Il comingio, Comingio pittore
- Atala (juni 1818 Teatro Nuovo, Padua)
- Gl'illinesi (1818, ofullb.)
- Il barone di Dolsheim (23 september, 1818 Teatro alla Scala, Milano) även känd som Federico II re di Prussia, Il barone di Felcheim, La colpa emendata dal valore
- La sposa fedele (14 januari, 1819 Teatro S. Benedetto, Venedig)
- Il falegname di Livonia (12 april, 1819 Teatro alla Scala, Milano)
- Vallace, o L'eroe scozzese (14 februari, 1820 Teatro alla Scala, Milano) även känd som Odoardo I re d'Inghilterra
- La sacerdotessa d'Irminsul (11 maj, 1820 Teatro Grande, Trieste)
- La schiava in Bagdad, ossia Il papucciajo (28 oktober, 1820 Teatro Carignano, Turin)
- La gioventù di Enrico V (26 december, 1820 Teatro Valle, Rom) även känd som La bella tavernara, ossia Le avventure d'una notte
- Cesare in Egitto (26 december, 1821 Teatro Argentina, Rom)
- La vestale (6 februari, 1823 Teatro alla Scala, Milano)
- Temistocle (23 augusti, 1823 Teatro Giglio, Lucca)
- Isabella ed Enrico (12 juni, 1824 Teatro alla Scala, Milano)
- Alessandro nelle Indie (29 september, 1824 Teatro San Carlo, Neapel)
- Amazilia (6 juli, 1825 Teatro San Carlo, Neapel)
- L'ultimo giorno di Pompei (19 november , 1825 Teatro San Carlo, Neapel)
- La gelosia corretta (27 mars, 1826 Teatro alla Scala, Milano)
- Niobe ( 19 november, 1826 Teatro San Carlo, Neapel)
- Gli arabi nelle Gallie, ossia Il trionfo della fede (8 mars, 1827 Teatro alla Scala, Milano) [reviderad med komplement som L'ultimo dei clodovei (1855 Théâtre Italien, Paris)]
- Margherita regina d'Inghilterra ( 19 november, 1827 Teatro San Carlo, Neapel) även känd som Margherita d'Anjou
- I cavalieri di Valenza (11 juni, 1828 Teatro alla Scala, Milano)
- I crociati a Tolemaide, ossia Malek-Adel (13 november, 1828 Teatro Grande, Trieste) även känd som La morte di Malek-Adel
- Il talismano, ovvero La terza crociata in Palestina (10 juni, 1829 Teatro alla Scala, Milano)
- I fidanzati, ossia Il contestabile di Chester (19 november, 1829 Teatro San Carlo, Neapel)
- Giovanna d'Arco (14 mars, 1830 Teatro alla Scala, Milano)
- Il corsaro (15 januari, 1831 Teatro Apollo, Rom)
- Il rinnegato portoghese (Gusmano d'Almeida) (1831, uppsattes ej)
- Ivanhoe (19 mars, 1832 Teatro La Fenice, Venedig)
- Don Giovanni Tenorio, o Il convitato di pietra (1832 Casa Belluomini, Viareggio)
- Gli elvezi, ovvero Corrado di Tochemburgo (12 januari, 1833 Teatro San Carlo, Neapel)
- Fernando duca di Valenza (30 maj, 1833 Teatro San Carlo, Neapel)
- Irene, o L'assedio di Messina (30 november, 1833 Teatro San Carlo, Neapel)
- Carlo di Borgogna (21 februari, 1835 Teatro La Fenice, Venedig)
- Furio Camillo ( 26 december, 1839 Teatro Apollo, Rom)
- Saffo (29 november, 1840 Teatro San Carlo, Neapel)
- L'uomo del mistero (9 november , 1841 Teatro Nuovo, Neapel)
- Il duca d'Alba (26 februari, 1842 Teatro La Fenice, Venedig) även känd som Adolfo di Werbel
- La fidanzata corsa (10 december , 1842 Teatro San Carlo, Neapel)
- Maria, Regina d'Inghilterra (11 februari, 1843 Teatro Carolino, Palermo)
- Medea di Corinto (28 november, 1843 Teatro Carolino, Palermo) rev: 1845, Vicenza
- Luisella, ossia La cantatrice del molo di Napoli (13 december , 1843 Teatro Nuovo, Neapel)
- L'ebrea (27 februari, 1844 Teatro alla Scala, Milano)
- Lorenzino de' Medici (4 mars, 1845 Teatro La Fenice, Venedig) reviderad som Rolandino di Torresmondo (1858 Teatro San Carlo, Neapel), även känd som Elisa Valasco
- Bondelmonte (18 juni, 1845 Teatro alla Pergola, Florens)
- Stella di Napoli (11 december, 1845 Teatro San Carlo, Neapel)
- La regina di Cipro (7 februari, 1846 Teatro Regio, Turin)
- Merope ( 25 november, 1847 Teatro San Carlo, Neapel)
- Ester d'Engaddi (1 februari, 1848 Teatro Regio, Turin)
- Allan Cameron (18 mars, 1848 Teatro La Fenice, Venedig)
- L'orfana svizzera (1848, Teatro del Fondo, Neapel)
- Zaffira, o La riconciliazione (15 november, 1851 Teatro Nuovo, Neapel)
- Malvina di Scozia (27 december, 1851 Teatro San Carlo, Neapel)
- L'assedio di Leida (Elnava) (1852, ofullb.)
- Rodrigo di Valenza (1852, uppsattes inte)
- Il Cid (12 mars, 1853 Teatro alla Scala, Milano)
- Lidia di Brabante (1853 Teatro Carolino, Palermo) troligen originalversion av La punizione (1854) och Lidia di Bruxelles (1858)
- Romilda di Provenza (8 december, 1853 Teatro San Carlo, Neapel)
- La donna delle isole (1854, uppsattes inte)
- La punizione (8 mars, 1854 Teatro La Fenice, Venedig) troligen omarbetning av Lidia di Brabante, 1853
- Margherita Pusterla (25 februari, 1856 Teatro San Carlo, Neapel)
- I portoghesi nel Brasile (1856 Teatro Italiano, Rio de Janeiro)
- Il saltimbanco (24 maj, 1858 Teatro Argentina, Rom)
- Lidia di Bruxelles (21 oktober, 1858 Teatro Comunale, Bologna)
- Gianni di Nisida (29 oktober, 1860 Teatro Argentina, Rom)
- Il mulattiere di Toledo (25 maj, 1861 Teatro Apollo, Rom)
- Belfagor (1 december, 1861 Teatro alla Pergola, Florens) trol komponerad 1851
- Carmelita (1863, uppsattes inte)
- Don Diego di Mendoza (12 januari, 1867 Teatro La Fenice, Venedig)
- Berta di Varnol (6 april, 1867 Teatro San Carlo, Neapel) delvis komponerad 1859
- Niccolò de' Lapi (29 oktober , 1873 Teatro Pagliano, Florens) komponerad 1857 för Rio de Janeiro